# Погодак у мету
Погодак у мету је 38. епизода стрип серијала Кен Паркер објављена у Лунов магнус стрипу бр. 588. Објавио ју је Дневник из Новог Сада у априлу 1984. године. Имала је 94 стране и коштала је 30 динара. Епизоду је нацртао Бруно Марафа, а сценарио су написали Ђанкарло Берарди и М. Мантеро. Аутор насловне стране је Ђорђе Лебовић.

## Оригинална епизода
Оригинална епизода објављена је у априлу 1981. године под насловом Il poeta. Издавач је била италијанска кућа Cepim. Коштала је 600 лира и имала 96 страна.

## Кратак садржај
Кен Паркер у Филмору (држава Јута) наилази на инспектора Бојда, који му се представља као инспектор компаније ”Велс Фарго.” Компанија самостално жели да истражи ко пљачка њене кочије у којима превози новац. За пљачке је отуужена особа које се представља као Песник. Након сваке успешне пљачке, Песник остави кратку поруку са духовитом песмом на месту на коме је стајао новац.

## Значај епизоде
Поново долази до изражаја Кенова хумана природа која се огледа кроз контраст са карактером Блејда, који је један од најсуровијих агената ”Велс Фагра.” Бојд инсистира да Кен и Блејд раде заједно на случају ”Песник.” Ускоро се између њих двојице ствара велики анимозитет управо у методама обрачуна за криминалцима. У једном тренутку, Блејд пита Кена зашто није убио разбојника, након чега му Кен огдговара да никада не убија хладнокрвно. Кенов став је потпуно конзистентан са његовим ставовима у ЛМС-584, у којој верује да није свако овлашћен да изврши смртну казну.